# 田中雄一
田中雄一，日本男性動畫師、人物設計師、演出家。代表作是擔任人物設定和總作畫監督的《最後流亡》、《魔法禁書目錄》、《科學超電磁砲》、《果然我的青春戀愛喜劇搞錯了。續》。

## 主要參加作品

### 電視動畫
- 亂馬½ 熱鬥篇（原畫）
- 超級麻雀（日语：スーパーヅガン）（原畫）
- 餓狼傳說（原畫）
- 機動戰士V鋼彈（原畫）
- 餓狼傳說2（原畫）
- 新世紀福音戰士（原畫）
- 秀逗魔導士NEXT（原畫）
- 機械女神J（原畫）
- 浪客劍心（原畫）
- 女棒甲子園（作畫監督、原畫、OP作畫）
- 貓狐警探（日语：はいぱーぽりす）（原畫）
- HARELUYA II BØY（原畫）
- 玲音（作畫監督、原畫）
- 深海人魚傳說（日语：深海伝説MEREMANOID）（作畫監督）
- 魔法使俱樂部（作畫監督）
- 南海奇皇（日语：南海奇皇）（原畫）
- 幻影死神 Boogiepop Phantom（原畫）
- 捍衛者（作畫監督、作畫）
- NieA_7（日语：NieA_7）（配角設定、作畫監督、原畫 等）
- 銀裝騎攻Ordian（日语：銀装騎攻オーディアン）（分鏡、演出、原畫）
- ANGELIC LAYER 天使領域（作畫監督、原畫）
- NOIR（作畫監督）
- 阿倍野橋魔法商店街（原畫）
- Chobits（作畫監督、原畫）
- 帝皇戰紀（作畫監督、原畫、OP作畫）
- 灰羽連盟（作畫監督）
- L/R -Licensed by Royal-（日语：L/R -Licensed by Royal-）（OP原畫）
- 銀河天使 (第3期)（作畫監督）
- 最後流亡（人物設定[1]、作畫監督）
- 爆裂天使（作畫監督、原畫、OP作畫）
- SAMURAI7（設計工作、過場動畫作畫）
- BECK（分鏡、作畫監督、原畫）
- 天國之吻（分鏡、演出、作畫監督、原畫）
- 南瓜剪刀（分鏡、作畫監督）
- 天翔少女（分鏡）
- 獸爪（日语：ケモノヅメ）（分鏡、演出）
- 萌少女的戀愛時光（分鏡）
- Code Geass反叛的魯路修R2（原畫）
- 隱王（分鏡）
- 魔法禁書目錄（人物設定、總作畫監督、作畫監督 等）
- 花冠之淚（分鏡）
- 科學超電磁砲（人物設定、總作畫監督、作畫監督 等）
- 吸血鬼同盟（分鏡）
- 魔法禁書目錄II（人物設定、總作畫監督、作畫監督 等）
- 銀魂'（分鏡）
- 閃電十一人GO（分鏡）
- 灼眼的夏娜III -Final-（分鏡）
- 夏色奇蹟（人物設定、總作畫監督、作畫監督 等）
- 科學超電磁砲S（動畫人物設定、總作畫監修、總作畫監督 等）
- Aikatsu！偶像活動！（ED4原畫）
- 一週的朋友。（分鏡）
- 請問您今天要來點兔子嗎？（分鏡）
- 果然我的青春戀愛喜劇搞錯了。續（人物設定、總作畫監督、作畫監督 等）
- 重裝武器（分鏡）
- 學園少女突襲者 Animation Channel（人物設定）
- BORUTO -火影新世代- NARUTO NEXT GENERATIONS-（分鏡）
- 網路勝利組（分鏡）
- 舞動青春（分鏡）
- 魔法禁書目錄III（人物設定）
- 科學超電磁砲T（人物設定[2]）
- 昨日之歌（分鏡）
- 關於我轉生變成史萊姆這檔事（總作畫監督）
- 轉生史萊姆日記 關於我轉生變成史萊姆這檔事（總作畫監督）
- 果然我的青春戀愛喜劇搞錯了。完（人物設定）
- 邪神與廚二病少女X（分鏡）
- SHY（人物設定）

### OVA
- ANOTHER STORY OF BUBBLEGUM CRISIS AD.POLICE（日语：A.D.POLICE）（動畫）
- 冒險！伊庫薩3（動畫）
- 幸運女神（原畫、OP動畫 等）
- 寶魔獵人萊姆（日语：宝魔ハンターライム）（原畫）
- 搞怪拍檔FLASH（原畫）
- 逮捕令〈OVA版〉（原畫）
- 青空少女隊（原畫）
- 機械女神R（原畫）
- 魔法少女砂沙美（OP原畫）
- 神秘的世界（原畫）
- 秘境探險法姆&伊莉 RUIN EXPLORER（日语：秘境探検ファム&イーリー）（原畫）
- 宇宙戰艦山本洋子（原畫）
- 青空少女隊 番外篇 雪國少女隊（原畫）
- GUN SMITH CATS（原畫）
- 魔靈公主（原畫）
- （原畫）
- Jaja馬！四重奏（日语：Jaja馬!カルテット）（原畫）
- 宇宙戰艦山本洋子II（原畫）
- 魔法王國的俏皮小公主（日语：でたとこプリンセス）（原畫）
- 妙筆小呆（日语：フォトン (OVA)）（原畫）
- 魍魎游擊隊 File-X 小貓奪還（原畫）
- 青之6號（原畫）
- 星際迷航俏女郎（日语：てなもんやボイジャーズ）（原畫）
- 極速戰警eX-D（日语：エクスドライバー）（作畫監督補佐）
- JoJo的奇妙冒險 ADVENTURE（分鏡）
- 校園外星人（原畫）
- 駭客任務立體動畫特集（原畫）

### 電影動畫
- 劇場版 美少女戰士R（原畫）
- GHOST IN THE SHELL／攻殼機動隊（原畫）
- 劇場版 X
- 轟天高校生（原畫）
- 神隱少女（原畫）
- 貓的報恩（原畫）
- 劇場版 犬夜叉：鏡中的夢幻城（原畫）
- MIND GAME（日语：マインド・ゲーム）（原畫）
- 霍爾的移動城堡（原畫）
- 勇者物語（設定原案、作畫監督）
- 劇場版 火影忍者疾風傳（原畫）
- 劇場版 魔法禁書目錄：恩底彌翁的奇蹟（人物設定、總作畫監督）
- 攻殼機動隊 ARISE（原畫）
- 怪物彈珠劇場版 空之彼方（日语：モンスターストライク THE MOVIE ソラノカナタ）（人物設定）

### 遊戲
- HEXAMOON GUARDIANS（日语：ヘキサムーン・ガーディアンズ）（原畫）
- 永恆傳奇（原畫）
- 命運傳奇2（原畫）
- 時空幻境 英雄傳奇（日语：テイルズ オブ ザ ヒーローズ ツインブレイヴ）（分鏡）
- （原畫）

### 成人動畫
- YU-NO 在這世界盡頭詠唱愛的少女（人物設定）
- 龍騎士4（原畫）

### 其它
- 擴散性百萬亞瑟王（卡片設計）
- 櫻巫女（角色設計）

## 相關項目
- 日本動畫師列表